# Boris Grigorjev

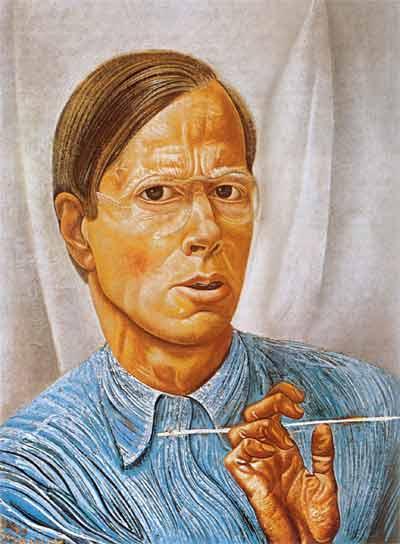
Boris Grigorjev – zelfportret

Boris Dmitrjevitsj Grigorjev (Russisch: Бори́с Дми́триевич Григо́рьев, Rybinsk, 11 juli 1886 – Cagnes-sur-Mer, 7 februari 1939) was een Russisch schilder en schrijver.

## Leven en werk
Grigorjev studeerde van 1903 tot 1907 aan de Stroganov Kunsthogeschool en later aan de Keizerlijke Kunstacademie in Sint-Petersburg, onder meer bij Abram Archipov en Dmitri Kardovski. Aanvankelijk sympathiseerde hij met de beweging Mir Iskoesstva (´Kunstwereld´) en met de Russische symbolisten. In 1909 begon hij met exposeren als lid van de 'Unie van impressionisten'. In die tijd schreef hij ook literatuur, onder andere de roman Jonge Stralen en het gedicht Amerika.
Grigorjev woonde kort voor de Eerste Wereldoorlog een tijdje in Parijs, waar hij de Académie de la Grande Chaumière bezocht. Hij werd er sterk beïnvloed door Paul Cézanne.
Na zijn terugkeer naar Sint-Petersburg, in 1913, sloot hij aan bij de lokale ´Bohème´ en raakte bevriend met onder andere de bekende dichters Velimir Chlebnikov en Anna Achmatova, wier portretten hij schilderde.
Van 1916 tot 1918 trok Grigorjev zich terug op het platteland en schilderde diverse werken met het boerenleven als onderwerp. Zijn schilderijen uit die periode werden geprezen door Alexandre Benois, die stelde dat Grigorjev in zijn werk de essentie van het Russische leven raakte.
In 1919 verliet Grigorjev de Sovjet-Unie en woonde vervolgens in een veelheid van landen, waaronder Finland, Duitsland, Frankrijk, de Verenigde Staten en Midden- en Zuid-Amerika. In 1928 doceerde hij in Santiago (Chili). In 1930 vestigde hij zich in Parijs en werd er leraar aan de Russische Academie. In 1939 werd hij decaan aan de School voor Toegepaste Kunst in New York. In literair opzicht trok hij in 1934 nog de aandacht met zijn episch gedicht Rusland (Расея), een reflectie op zijn Russische plattelandsperiode, gepubliceerd in het Amerikaans-Russische dagblad Novoye Russkoye Slovo. 
Grigorjev overleed op 52-jarige leeftijd.

## Galerij

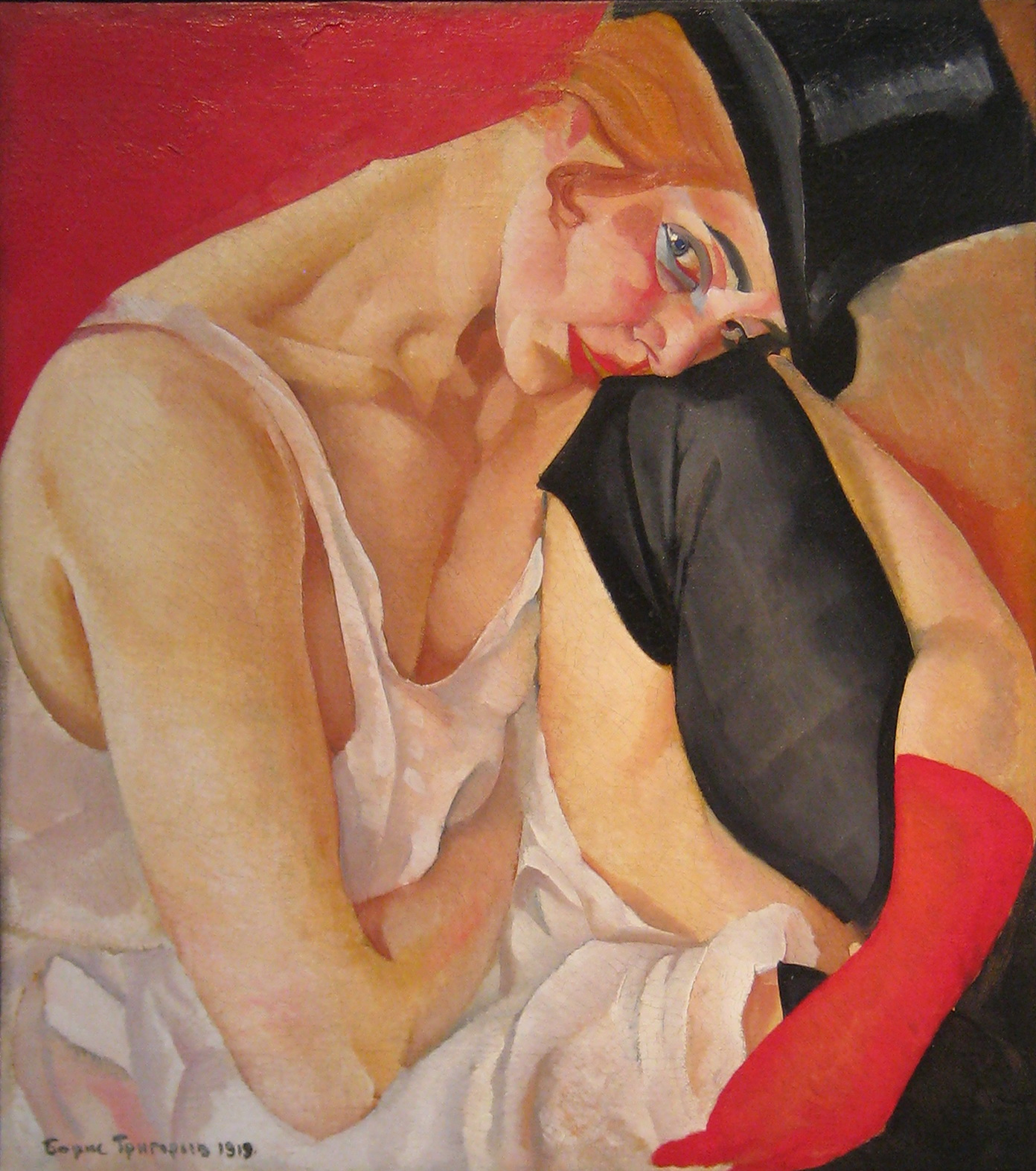
Gedraaide vrouw
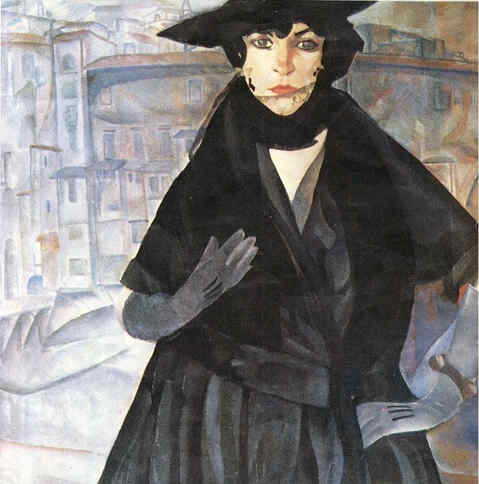
Peterburgse vrouw, rond 1913
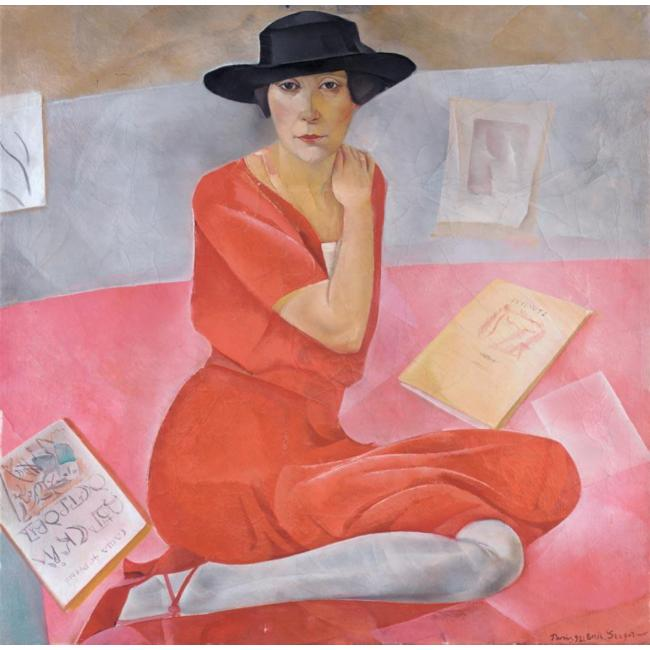
Prinses Salomea Andronnikova
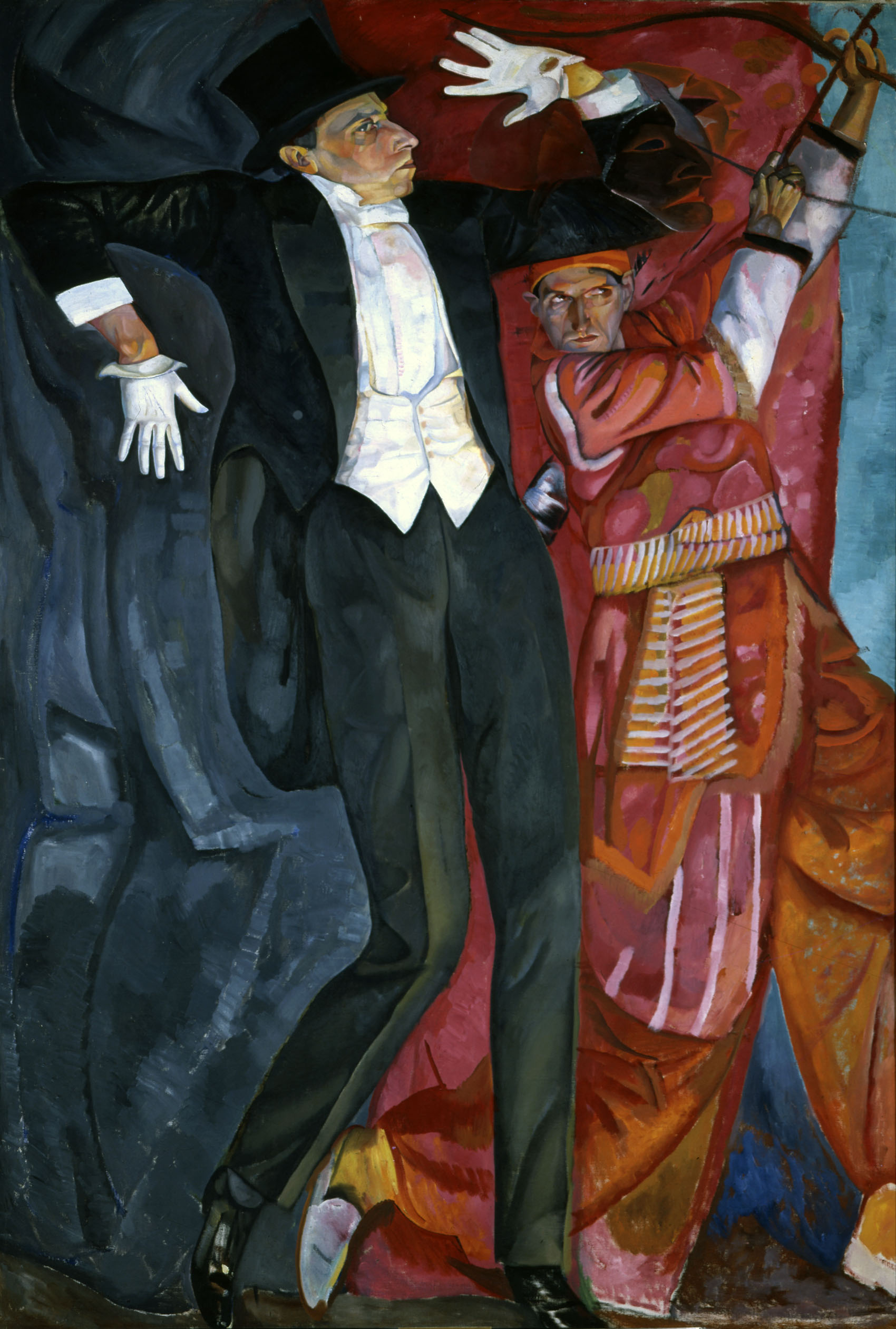
Vsevolod Meyerhold
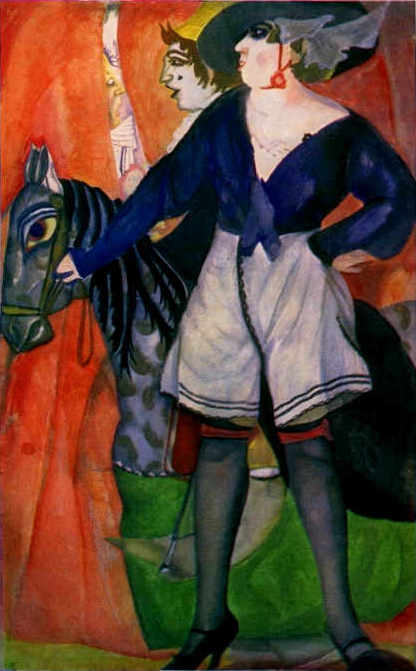
Circus
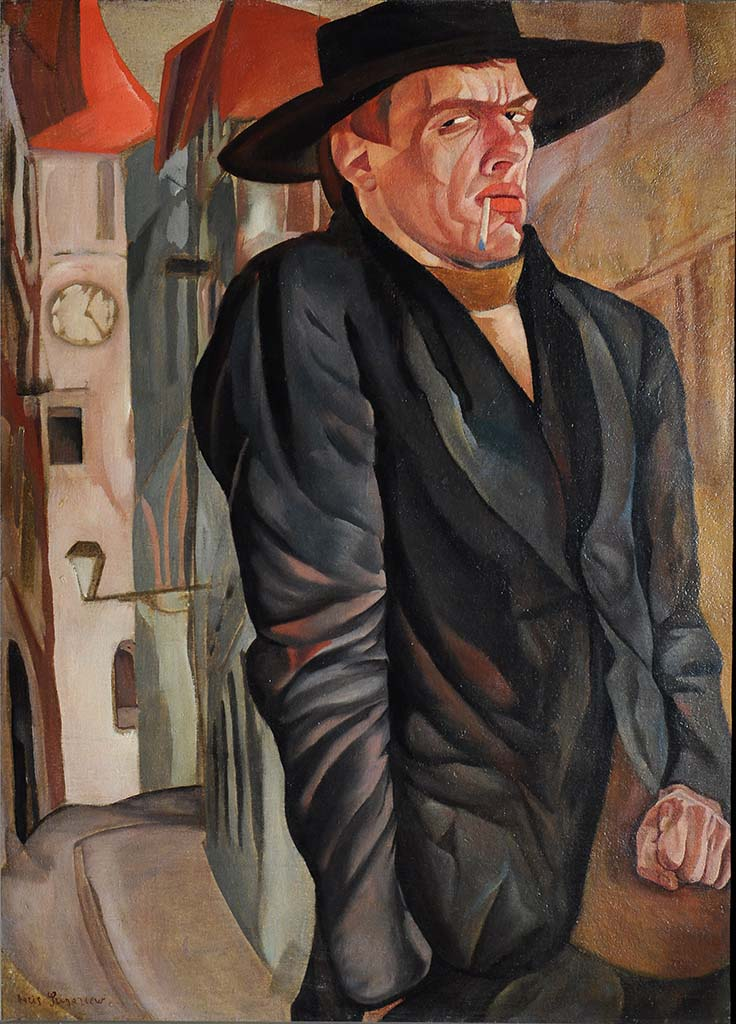
Zelfportret, 1916
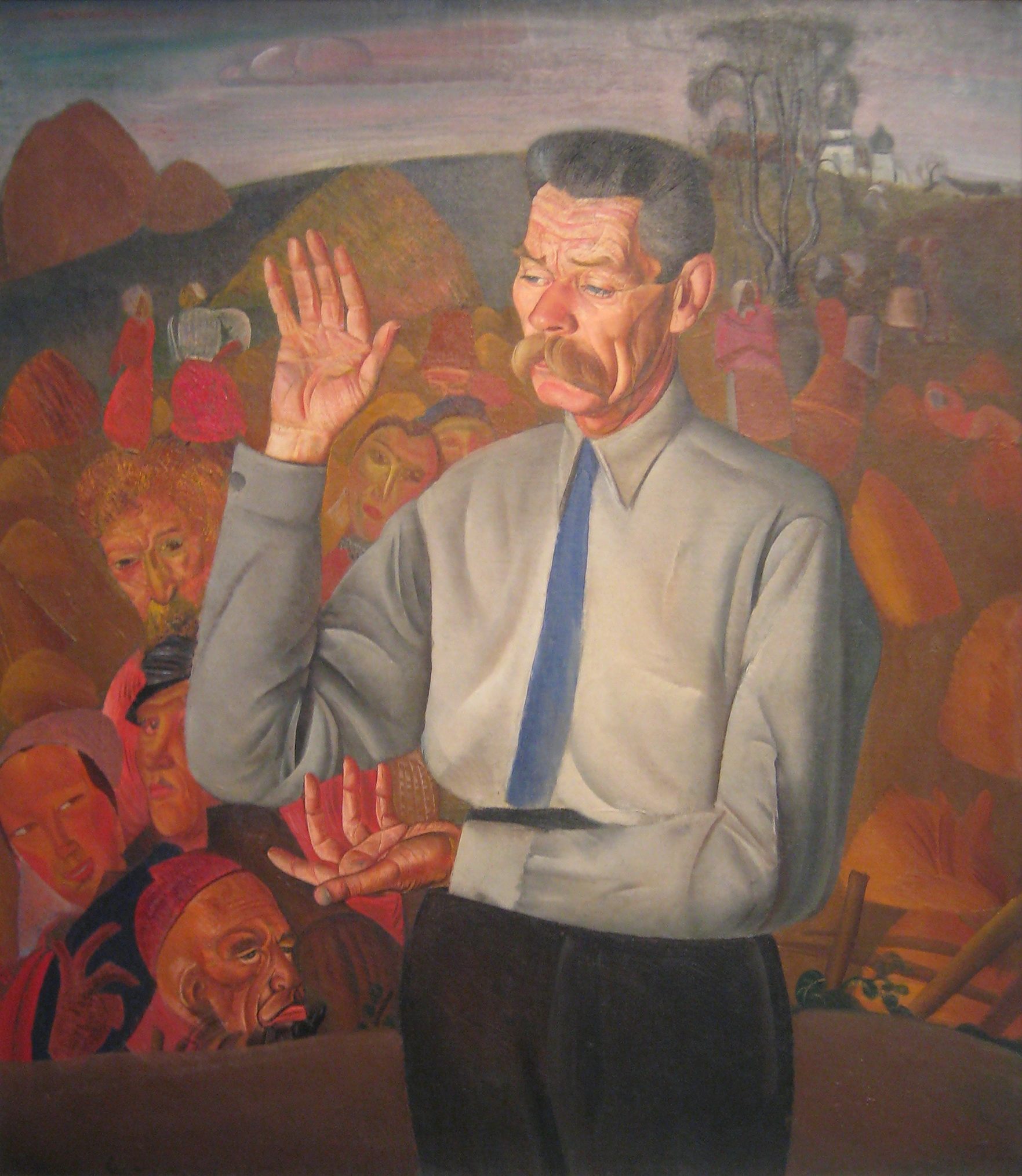
Maksim Gorki
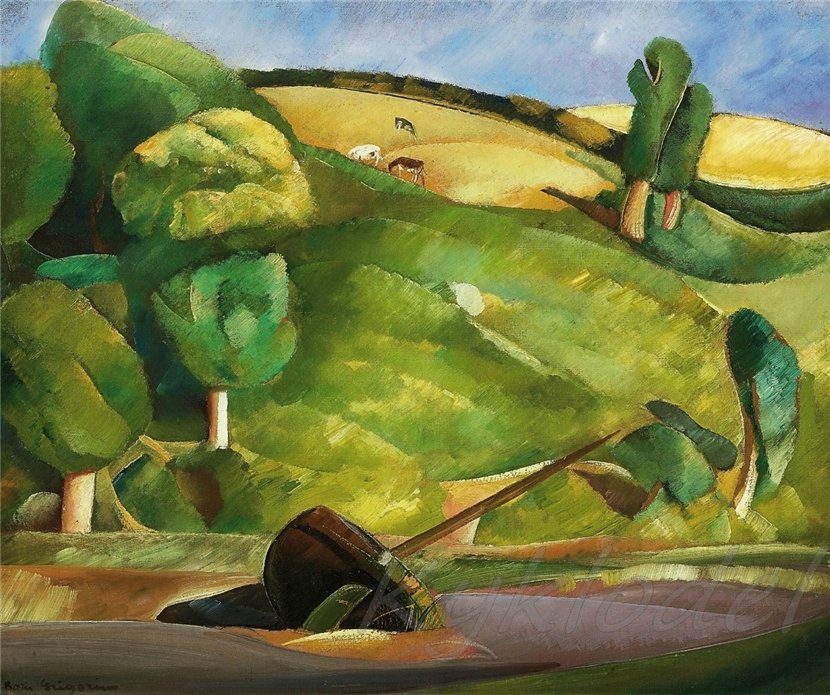
Zeilboot in een kubistisch landschap, Bretagne
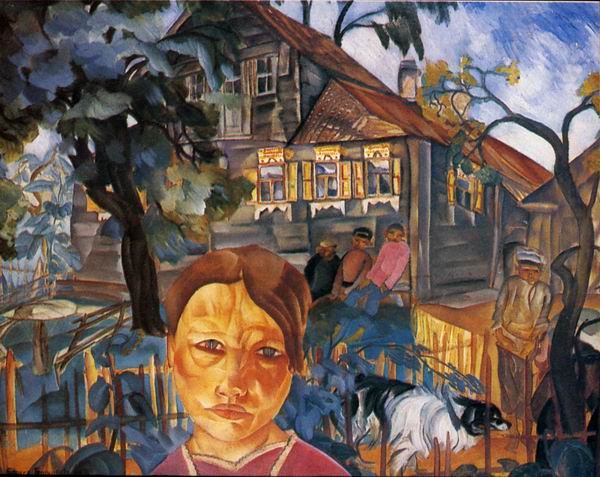
Dorp
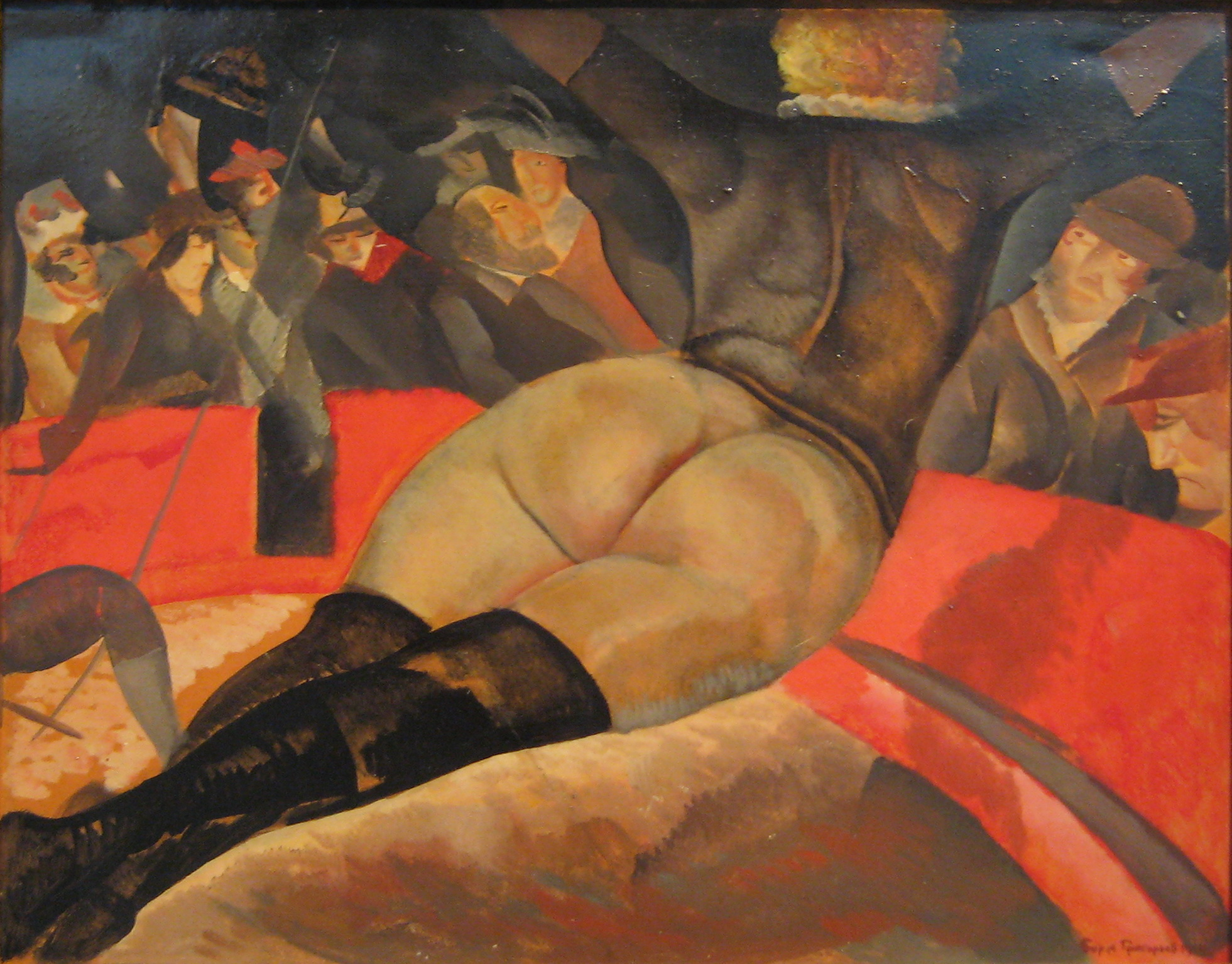
In het circus